# Euxoa latro
Euxoa latro är en fjärilsart som beskrevs av Barnes och Benjamin 1926. Euxoa latro ingår i släktet Euxoa och familjen nattflyn. Inga underarter finns listade i Catalogue of Life.